# اوه سانگ اوک
اوه سانگ اوک (کره‌ای: 오상욱؛ زادهٔ ۳۰ سپتامبر ۱۹۹۶) شمشیرباز سابر اهل کره جنوبی است.